# 미국의 민사소송법
미국은 크게 연방 민사소송규칙과 주별 민사소송규칙으로 민사소송법이 이루어져 있다. 연방소송규칙은 미국 연방대법원에서 입법하여 의회의 반대가 없으면 그대로 시행된다. 그밖에 민사소송관련 연방법률과 하위법등이 적용된다. 미국법상 민사소송은 원고가 피고의 처벌이 아닌 금전적 배상이나 형평적인 구제(equitable relief)를 목적으로 소송을 제기하며 연방법원과 주법원간 분업체계로 관할권이 나눠있다. 연방법원은 법에 명시되어 있는 사항만 재판할 수 있도록 관할권이 의도적으로 제한되어 있고 역사적으로 법원 자체적으로 권한을 제한하여 왔다. 연방법원이 하지 않는 비 명시사항은 모두 주법원에서 재판하는 것이 가능하도록 되어있다. 오직 연방법원에서 관할하는 사항은 특허소송, 반독점 소송 등이 있다.

### 인적 관할권
법원이 특정인이나 재산에 대하여 사법 관할권을 가지는지를 따지는 것을 말한다. 미국에는 50개의 주가 있고 A주가 다른 주 B의 시민인 C를 재판할 수 있는가?라는 문제가 발생한다. 헌법에 보장된 적법절차에 따라 이런 문제를 해결하는 것이 인적 관할권 법리의 목적이다. 일반적으로 다음 두 가지 요건을 충족하여야 한다.
1. 공정하고 적절한 통보를 소송으로 영향을 받는 자에게 하여야 한다. (Pennoyer v. Neff 95 U.S. 714 (1877))에 따르면 피고가 해당 주에 위치해 있어 소장을 송달할 수 있으면 관할권을 있다고 판결하였다.)
2. 당사자나 관련 재산이 그 주와 최소한의 접촉이 있어 그 주에서 재판을 하는 것이 공정하고 합리적이여야 한다.(International Shoe Co. v. Washington 326 U.S. 310 (1945)])에서는 "주가 관할권을 행사하기 위해서는 피고와 주 사이에 최소한의 접촉이 있어야 한다"라고 판시하였다.)

위 원칙에 따라 주가 특정 피고에게 관할권을 가지게 되면 주는 단순히 주 내에서 있어난 일뿐만 아니라  피고가 주 외에서 한 행위에 대해서도 일반 관할권을 가진다.

### 물적 관할권
연방 문제, 복수 주의 시민간의 소송, 이송 관할, 보충관할권등의 사건인 경우 연방법원에서 관할권을 가진다. 그 밖의 사건은 주법원에서 관할한다.

##### 연방문제
연방문제 재판권
- 연방헌법과 법률, 연방법원의 권한을 다음과 같은 문제에서 일어나는 사건까지 확대된다.
헌법, 그리고
연방법률
연방행정규칙

##### 이주민간소송
이주민간소송관할권은 주 밖에 위치하는 소송당사자의 불이익을 방지하기 위한 것이며 처음 어디에 소송을 제기할 것인가는 원고의 선택에 달려 있다.  그러나 피고인들은 "일정한 상황에서의 사건 이송"이라는 원칙에 의하여 선택권이 주어졌다.
- 이송은 사건을 주 법원에서 연방법원으로 옮긴다.
- 이는 지역적 편견 때문이다.

## 소송의 흐름
연방민사소송 절차는 원고에 의한 소 제기，디스커버리 절차에 의한 증거 수집， 訴答節次(pleading)， 변론, 그리고 판결의 순서로 진행된다.

### 변론전회의기일 (pre-trial conference)
회의를 통하거나 소송대리인과 전화, 우편, 기타 방법에 의하여 협의를 한 뒤, 법원은 소장 송달일 기준으로부터 120 일 이내이며 동시에 피고의 답변서 송달일 기준으로부터 90일 이내에 절차지정명령 (scheduling order)를 내려야 한다.
양 당사자는 위 변론전 회의기일이전 최소한 21일 전에 법원의 개입 없이 서로 직접 만나거나 전화상으로 청구와 방어의 성격 그리고 합의 가능성을 협의하여야 하며 어떻게 디스커버리를 진행할 것인지를 협의하고 그 결과를 요약한 디스커버리 계획을 법원에 제출하여야 한다.

### 자동공개정보
당사자는 상대방 당사자가 요청하지 아니하더라도 변론절차 전까지 단계별로 세가지 종류를 자동적으로 공개하여야 한다. 그것은 곧 Rule 26(f) 회의일로부터 14 일 이내에 정보소지자 등에 대한 최초자동공개 , 변론일 90 일 전까지의 감정인 공개 및 변론일 30 일전까지의 예상 증인 등의 공개이다.

## 같이 보기
- 연방민사소송규칙